# Temple de Ngawen

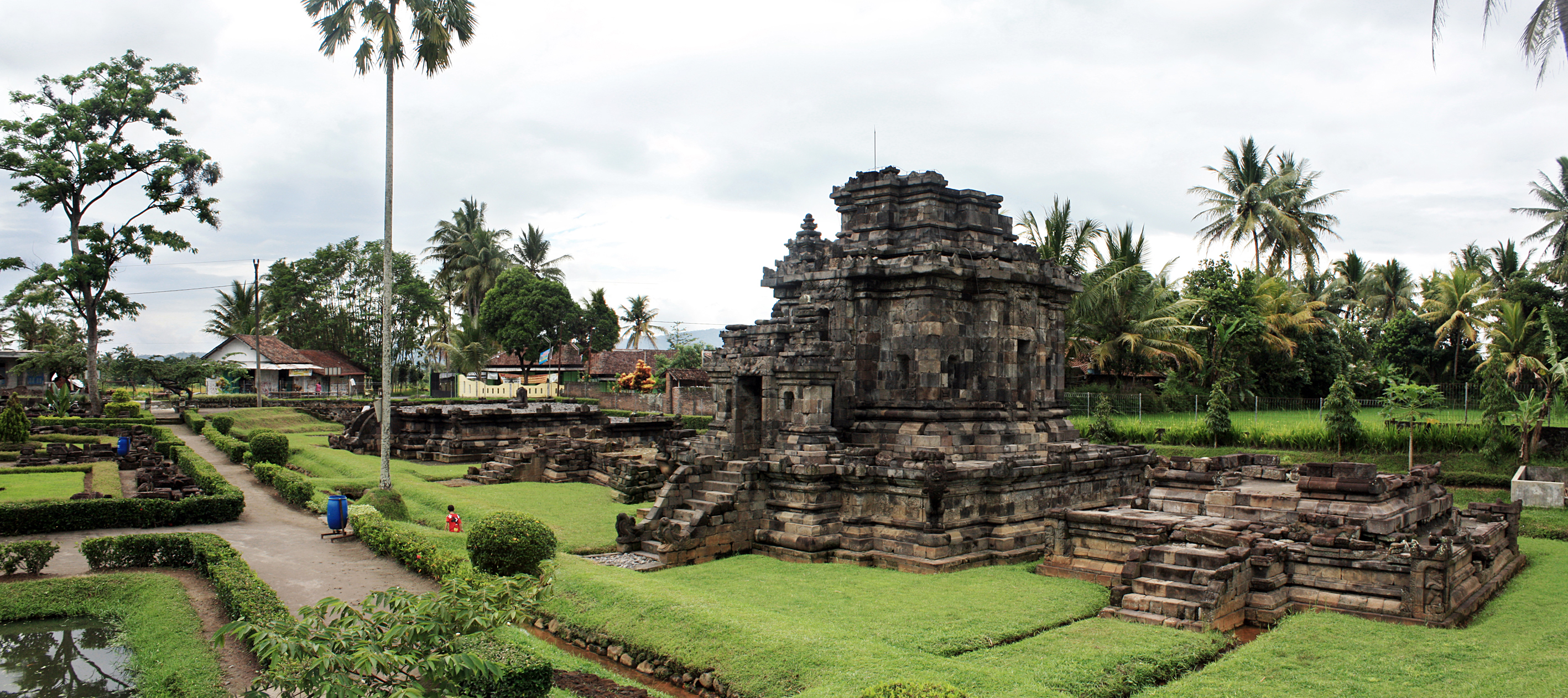
Temple de Ngawen avec les ruines des quatre autres temples qui se trouvaient alignés

Le temple de Ngawen (Candi Ngawen ) est un temple bouddhiste du VIIIe siècle situé dans le kabupaten de Magelang, dans la province de Java central en Indonésie. Érigé dans le village de Ngawen dans le kecamatan (district) de Muntilan (en), l'édifice se trouve situé à 6 km (3,7 mi) à l'est du temple de Mendut et à environ 5 km (3 mi) du site de Borobudur.
Autrefois composé de cinq temples, un seul fut reconstruit pour être encore visible de nos jours. Le temple est remarquable pour ses statues de lions à chacun de ses quatre coins. Découvert en 1874, l'ensemble aurait été construit au VIIIe siècle par la dynastie Sailendra et serait donc de la même époque que le temple de Borobudur.